# Камінна Галина Олександрівна
Камінна Галина Олександрівна (нар. 1 лютого 1926 — 1 жовтня 1994) — українська поетеса.

## Життєпис
Народилася 1лютого 1926 року в селищі Гросуловому, Одеської області в сім'ї службовця.
У п'ятнадцять років, з перших днів війни, пішла добровільно на фронт. Була спочатку сандружинницею, санінструктором, потім командиром взводу автоматників і заступником командира танко-десантної роти. Командувала взводом розвідки. Двічі поранена
Працювала на Львівській і Кишинівській залізницях.
Багато років жила в м. Дніпропетровську.
Перші вірші публікувалися у фронтових газетах, армійських «Бойових листках».
З 1948 року друкувалася в багатьох обласних, республіканських, союзних газетах і журналах.
З 1951 року працювала на Чукотці, в Анадире, в селищі Маркове Співробітничала в комсомольській газеті.
У 1963 році закінчила Вищі літературні курси при Літературному інституті імені А. М. Горького.
З 1960 року — член Союзу письменників СРСР. Член спілки письменників України.
Померла в жовтні 1994 р.

## Твори
Авторка багатьох збірок поезій, а також книг для дітей: « Я ее не обижала» (1956), «Братишки», «Опасная шалость» (1957), «Приключение старой куклы» (1964), «Буль и топ» (1971, 1981).
Видані книги віршів: «Твоя дорога далека» (1956), «Дорога к сердцу» (1960), «Навстречу солнцу и ветру»(1962), полный «Месяц» (1966), «Три солнца» (1967), «Олений след» (1968), «Расстояния» (1968), «Шаги» (1971), «Огня высокого коснусь»(1974).